# Museu da Alhambra
O Museu da Alhambra, anteriormente chamado Museu Nacional de Arte Hispano-muçulmana encontra-se em Granada, Espanha, na ala sul do rés de chão do Palácio de Carlos V, no complexo monumental da Alhambra. Alberga objetos, móveis, livros e restos arquitetónicos da arte hispano-muçulmana desde meados do século VIII até aos últimos anos do Reino Nacérida, o último dos estados muçulmanos ibéricos. Essas peças são provenientes de escavações na própria cidade de Granada e de doações de outros locais. O museu tem sete salas onde as peças são expostas de forma temática e cronológica.

## História
Em meados do século XIX começaram a ser recolhidas e catalogadas diversas peças que se encontravam dispersas em vários locais da Alhambra, com a intenção de criar um museu com uma coleção permanente. A Comissão Provincial de Monumentos, criada em 1870, levou a cabo uma classificação exaustiva dos fundos armazenados, sob a direção de Rafael Contreras.
Três anos mais tarde estava finalizada a lista dos objetos depositados no que se chamou o Museu de Antiguidades da Alhambra, distribuídos entre os aposentos de Carlos V e outras zonas da Alhambra, o Palácio dos Leões e o Salão de Comares. O interesse por este museu é demonstrado por alguns decretos promulgados em 1905 e 1916 com o objetivo de normalizar e regulamentar a instituição.
Em 1962 ou museu passou a integrar a corporação dos Museus Nacionais de Espanha, passando a chamr-se Museo Nacional de Arte Hispano-muçulmana. Nesse tempo tinha fundos do Museu Arqueológico Provincial de Granada e do Museu Arqueológico da Alhambra. Em 1994 foi incorporado no Patronato de la Alhambra e Generalife, adquirindo então o nome atual. Na mesma altura decidiu-se instalar a sede definitiva no local onde se encontra atualmente.

## Edifício

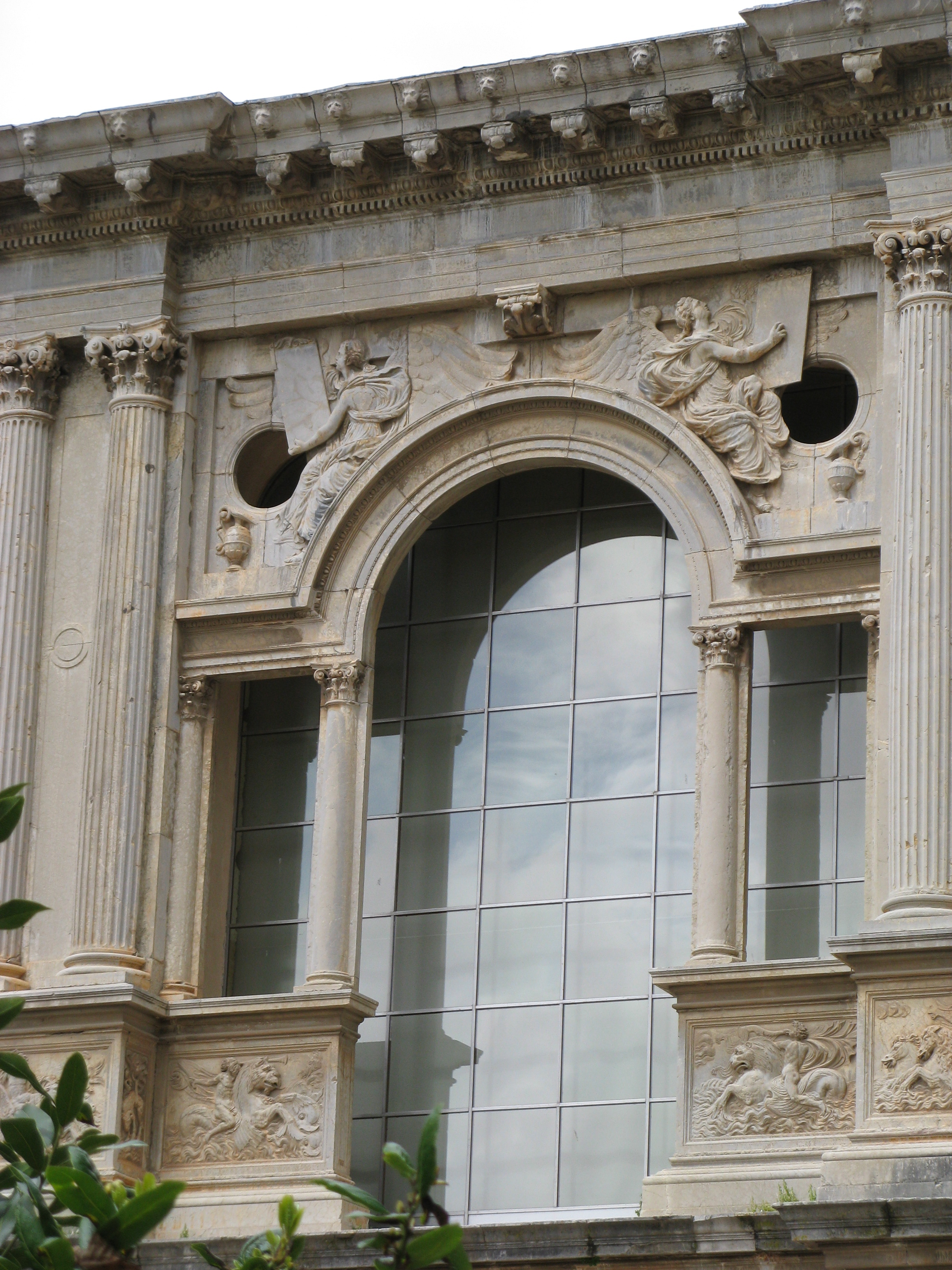
Parte superior do pórtico da fachada sul do Palácio de Carlos V, sede do museu

O museu está alojado no Palácio de Carlos V, um edifício renascentista mandado construir pelo imperador com a intenção de nele residir. O arquiteto foi Pedro Machuca, que o desenhou seguindo as últimas novidades artísticas de Itália. Mas a sua construção foi lenta e quando o arquiteto morreu em 1550, ainda não tinha sido concluída. As obras prosseguiram com a direção do seu filho, Luis Machuca, mas voltaram a ser interrompidas devido à rebelião dos mouriscos (1568–1571). Voltaram a ser retomadas em 1619, mas foram abandonadas em 1637, ficando sem telhado. A deterioração foi evidente até 1923, quando se iniciou um período de restauração com o objetivo de recuperar o palácio e usá-lo para museus, sede do Patronato e da Biblioteca da Alhambra.
No primeiro andar do palácio está instalado o Museu de Belas Artes de Granada.

## O museu

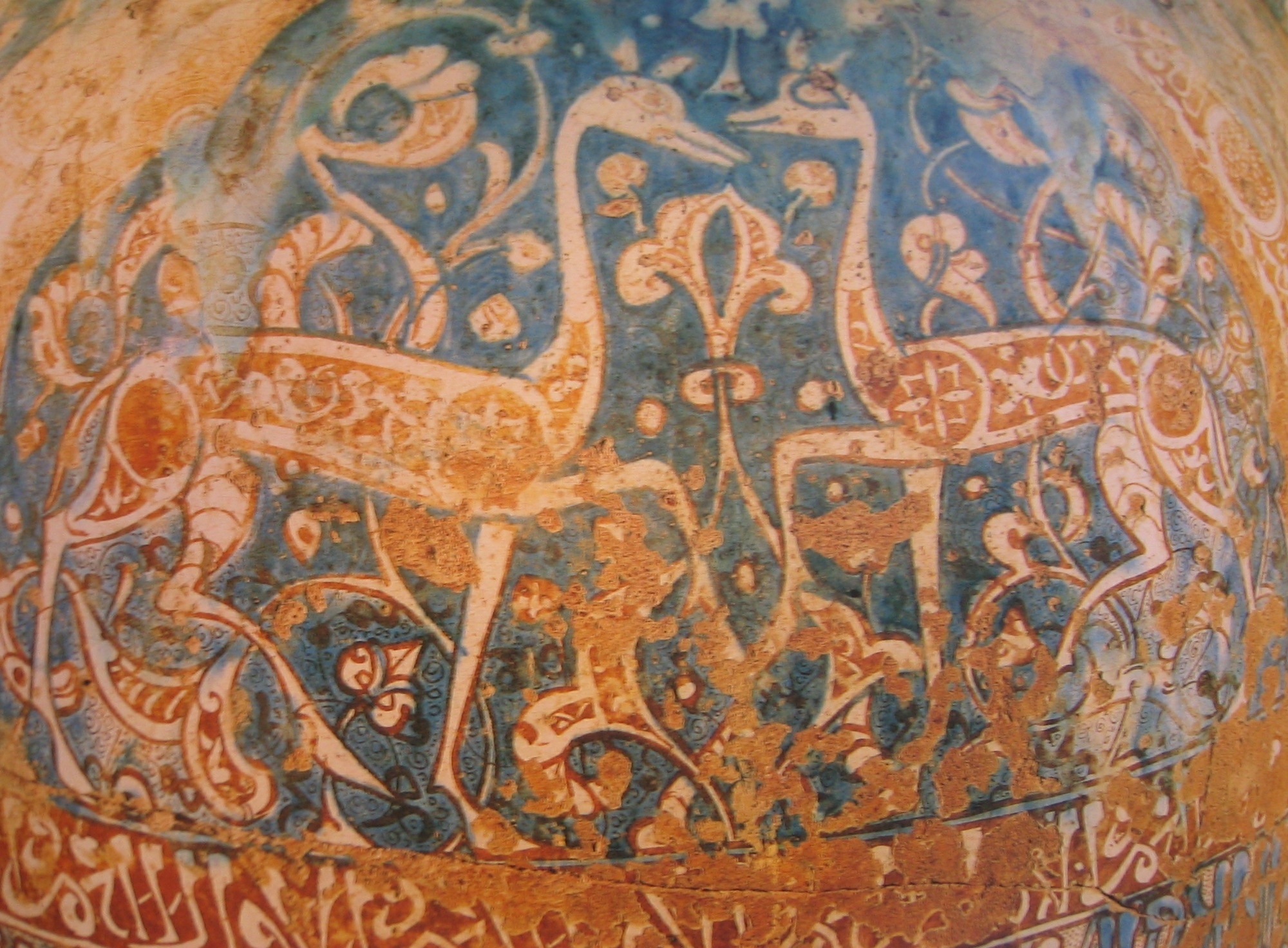
Detalhe do Jarrão das Gazelas, obra-prima da cerâmica nacérida, uma das peças em exposição no museu

As salas estão ordenadas cronologicamente e por temas. Têm em exposição a coleçãs de objetos achados em escavações na própria Alhambra e na cidade de Granada. O acervo foi sendo ampliado com doações e aquisições. Os temas são muito variados: religiosos, científicos, ornamentais, domésticos e mobiliário. Há peças autóctones da península e outros provenientes do Oriente.
Sala I: A ciência, a fé e a economia
Esta sala é dedicada aos temas da religião, ciência e economia. Estão expostos exemplares do Alcorão de algum valor artístico e histórico, no campo das ciências há, por exemplo, um quadrante solar horizontal que se utilizava para calcular as horas. Há ainda uma apreciável coleção de moedas.
Sala II: Período emiral e califal
Esta sala é dedicada ao período do emirado e califado de Córdova, entre os séculos VIII e X. O califado foi a época de maior esplendor da arte e cultura hispano-muçulmanas. Uma das peças mais relevantes desta sala é uma pia de abluções em que pode observar-se uma técnica muito avançada.
Sala III: Decoração arquitetónica do califado e da arte da taifa à nacérida
É dedicada ao período que vai desde o califado até ao domínio nacérida, ou seja, do século X ao século XIII. As peças mais destacadas deste período são a pia de abluções de Almançor, elementos vários de arquitetura e cerâmica e peças de bronze, como uma braseira, um almofariz e muitos outros objetos de uso doméstico.
Sala IV: Período Nacérida; edifícios públicos
Nesta sala expõem-se peças de arte nacérida. São objetos que provêm de edifícios de Granada, da mesma época em que foi construída a Alhambra. Podem ver-se gorroneras (em árabe: nayran) em madeira esculpida com adornos moçárabes, do Quarto Dourado da Alhambra. Nessa época, o sultão nacérida era dono de uma série de imóveis da cidade destinados a uso público, como mesquitas, alhóndigas, madraças, alcaicerías e hospitais. No museu conserva-se uma lápide da fundação em 1365-1367 do hospital erguido junto do bairro do Albaicín durante o reinado de Maomé V, uma peça dé mármore branco com forma de arco de ferradura. Do mesmo edifício existem também dois leões que ornamentavam o pátio central.
Sala V: Período Nacérida; a Alhambra e outros palácios da cidade
Esta sala é igualmente dedicada à arte nacérida. Nela se expõem os objetos de arte, utensílios domésticos, peças de carpintaria, cerâmica e mobiliário procedentes do recinto da Alhambra. Tudo foi realizado com técnicas muito aperfeiçoadas. Uma das peças mais famosas é o chamado Jarrão das Gazelas, obra-prima da cerâmica nacérida. No seu bojo apresenta o desenho de animais que poderiam ser gazelas, que lhe dão o nome. O resto tem decoração vegetal e geométrica; a franja em volta tem decoração epigráfica com os versos de um poema.
Sala VI: Período Nacérida; a rauda (cemitério), a cerâmica de luxo
É mais uma sala dedicada à arte nacérida, em especial à Alhambra. Tem em exposição mobiliário, restos arquitetónicos e lápides tumulares. Uma das peças que atrai mais atenção é o candeeiro de Maomé III, composto por uma série de braços de onde saem copos de cristal que proporcionam a iluminação. Também há uma réplica de loiça do palácio e outros instrumentos.
Sala VII: Período Nacérida; a decoração, mobiliário e utensílios domésticos; a Alhambra, cultura material
É a continuação da sala anterior, que apresenta a vida quotidiana no palácio, Há uma coleção de brinquedos que dá uma ideia das preferências das crianças na época; podem ver-se miniaturas de loiça que imitam as usadas pelos adultos, animais em miniatura e apitos. Era costume dar esses brinquedos como presentes na festa de ano novo muçulmano ou noutras festividades particulares. Também se exibem restos de painéis de gesso, alguns artesoados e alguma loiça de uso diário de fabrico mais rústico.